# Erbiumtetraborid
Erbiumtetraborid (ErB4) är en borid av den lantanoida metallen erbium.
Det är hårt och har en hög smältpunkt. Industriella tillämpningar av erbium(III)borid är användning i halvledare, turbinblad till gasturbiner och munstycken till raketmotorer.
Det har en molmassa på 210,503 g/mol.